# Ctenophthalmus iranus
Ctenophthalmus iranus är en loppart som beskrevs av Anatol I. Argyropulo 1935. Ctenophthalmus iranus ingår i släktet Ctenophthalmus och familjen mullvadsloppor.

## Underarter
Arten delas in i följande underarter:
- C. i. iranus
- C. i. persicus